# Eurovision Song Contest – Das deutsche Finale 2024
Unter dem Titel Eurovision Song Contest – Das deutsche Finale 2024 fand am 16. Februar 2024 im Studio Adlershof in Berlin die deutsche Vorentscheidung für den Eurovision Song Contest 2024 im schwedischen Malmö statt.
Isaak Guderian gewann den Wettbewerb mit Always on the Run.

## Teilnehmer

### Beitragswahl
Bereits im Juli 2023 trat der NDR an Labels und Künstler heran, um für die Vorentscheidung zu werben. Am 7. September 2023 startete die offizielle Bewerbungsfrist, die am 5. Oktober 2023 enden sollte. Die Frist wurde bis zum 15. Oktober 2023 verlängert. Während der verlängerten Frist wurden rund 50 weitere Beiträge eingereicht. Insgesamt bewarben sich 495 Solisten, 71 Duette und 127 Bands für die Vorentscheidung.
Ende November 2023 wurde bekannt, dass die Anzahl der im Rennen befindlichen Songs auf 32 reduziert wurde, darunter ca. ein Drittel mit deutschsprachigem Text. Die Bewertung dieser Beiträge nahm ein internationales Jurypanel vor, das aus 20 Mitgliedern bestand, die ehemals Mitglieder der Jurys bzw. Künstler waren, die am Eurovision Song Contest teilgenommen haben. Die Teilnehmer und Songs für das deutsche Finale wurden am 19. Januar 2024 veröffentlicht.

#### Erfolglose Bewerbungen
Unter den Einsendungen, die nicht berücksichtigt wurden, befanden sich mit Alexandra Hofmann und Jørgen Olsen, Ees, Esther Filly, From Fall to Spring, Kader Loth, Marina Marx, Thomas Godoj, Versengold, Wait! What? sowie Zeitflug mehrere bekannte Künstler. Die Band From Fall to Spring war im Vorjahr Teil des TikTok-Votings und belegte dort den zweiten Platz. Mit der Einsendung von Yosefin Buohler fand sich zudem eine Teilnehmerin der Vorentscheidung von 2017 unter den Bewerbungen, mit Jørgen Olsen zudem ein ehemaliger ESC-Sieger. Esther Filly nahm in Folge am Format Ich will zum ESC! teil, schied dort allerdings vorzeitig aus. Weiterhin bewarb sich die Ukrainerin Tania Vorzheva, die 2011 bereits Teil der ukrainischen Vorentscheidung war.

#### Ich will zum ESC!
Am 6. Dezember 2023 gab der NDR bekannt, dass ein Beitrag für das deutsche Finale im Rahmen des Dokutainment-Castingformats Ich will zum ESC! mit Rea Garvey und Conchita Wurst ausgewählt wird.
Das Finale von Ich will zum ESC! wurde von Floryan mit seinem Song Scars gewonnen.

### Zurückkehrende Teilnehmer
Mit Ryk (2018) und Max Mutzke (Sieger 2004) nahmen zwei ehemalige Teilnehmer 2024 erneut an einer deutschen Vorentscheidung teil. Durch die Teilnahme von Max Mutzke war Das deutsche Finale 2024 die erste deutsche Vorentscheidung seit 2002, bei der sich ein früherer deutscher ESC-Vertreter erneut bewarb.
Zusätzlich nahm mit Marie Reim die Tochter von Michelle, die Deutschland 2001 beim Eurovision Song Contest vertreten hatte, am Wettbewerb teil.

## Format
Der ursprünglich für 22:05 Uhr geplante Start der Sendung wurde aufgrund der kurzfristigen Ausstrahlung eines Brennpunkts zum Tod Alexei Nawalnys um 15 Minuten verschoben.

### Abstimmungsregel
Wie im Vorjahr wurde das Ergebnis der Vorentscheidung zu 50 % durch professionelle Jurys aus acht europäischen Ländern und zu 50 % durch eine Publikumsabstimmung in Deutschland per Telefon-, SMS- und Onlinevoting bestimmt. Die Onlineabstimmung wurde allerdings nicht mehr vor der Liveshow, sondern ausschließlich während des regulären Abstimmungszeitraums in der Sendung durchgeführt. Zudem wurden die Punkte des Publikums nicht mehr prozentual verteilt; stattdessen wurde das gesamte Juryergebnis in einen einzigen Satz von 1 bis 12 Punkten umgewandelt und die Punkte des Publikums von 1 bis 12 zu diesem addiert.

### Moderation
Moderiert wurde die Show von Barbara Schöneberger, die diese Aufgabe – bis auf 2018 – bei allen deutschen Vorentscheidungen seit 2014 übernommen hat.

### Gäste
Gesprächsgäste in der Show waren Alli Neumann, Mary Roos, Florian Silbereisen, Riccardo Simonetti, die deutschen Vertreter des Vorjahres Lord of the Lost sowie die Coaches von Ich will zum ESC!, Rea Garvey und Conchita Wurst.

## Beiträge und Ergebnis
| Platz | Startnr. | Interpret    | Lied Musik (M) und Text (T)                                                                                 | Sprache  | Übersetzung (inoffiziell)  | Jury    | Jury   | Zuschauer | Zuschauer | Gesamt | Bild |
| Platz | Startnr. | Interpret    | Lied Musik (M) und Text (T)                                                                                 | Sprache  | Übersetzung (inoffiziell)  | Stimmen | Punkte | Stimmen   | Punkte    | Gesamt | Bild |
| ----- | -------- | ------------ | --- | -------- | -------------------------- | ------- | ------ | --------- | --------- | ------ | ---- |
| 1.    | 3        | Isaak        | Always on the Run M/T: Greg Taro, Isaak Guderian, Kevin Lehr, Leo Jupiter                                   | Englisch | Immer auf der Flucht       | 74      | 12     | 110.116   | 12        | 24     |      |
| 2.    | 9        | Max Mutzke   | Forever Strong M/T: Justin Balk, Max Mutzke, Sebastian Schubert, Simon Oslender                             | Englisch | Für immer stark            | 55      | 10     | 107.072   | 10        | 20     |      |
| 3.    | 7        | Ryk          | Oh Boy M/T: Rick Jurthe                                                                                     | Englisch | Oh Junge                   | 51      | 5      | 97.410    | 8         | 13     |      |
| 4.    | 6        | Bodine Monet | Tears Like Rain M/T: Ashley Hicklin, Lukas Hällgren, Pele Loriano, Roxane Ischi, Bodine Monet, Jon Hällgren | Englisch | Tränen wie Regen           | 55      | 8      | 48.156    | 4         | 12     |      |
| 5.    | 4        | Galant       | Katze M/T: Mona Meiller, Paul-Aaron Wolf                                                                    | Deutsch  | –                          | 52      | 6      | 52.367    | 5         | 11     |      |
| 6.    | 8        | Marie Reim   | Naiv M/T: Tim Peters, Marie Reim                                                                            | Deutsch  | –                          | 40      | 4      | 65.518    | 6         | 10     |      |
| 7.    | 1        | NinetyNine   | Love on a Budget M/T: Daniel Leon Schmidt, Henrik Menzel, Mirko Michalzik                                   | Englisch | Liebe mit kleinem Budget   | 37      | 3      | 18.434    | 3         | 6      |      |
| 8.    | 5        | Floryan      | Scars M/T: Florian Rößler, Leif Bent, Rea Garvey                                                            | Englisch | Narben                     | 8       | 1      | 17.393    | 2         | 3      |      |
| 9.    | 2        | Leona        | Undream You M/T: Elsa Søllesvik, Leona, Maria Christensen, Simon Davis                                      | Englisch | Die Träume von dir löschen | 36      | 2      | 16.560    | 1         | 3      |      |

### Votingergebnis im Detail
(Quelle: )

| Startnr. | Interpret    | Anrufe | Anrufe  | SMS   | SMS     | Onlinevoting | Onlinevoting | Gesamt | Gesamt  |
| Startnr. | Interpret    | Platz  | Stimmen | Platz | Stimmen | Platz        | Stimmen      | Platz  | Stimmen |
| -------- | ------------ | ------ | ------- | ----- | ------- | ------------ | ------------ | ------ | ------- |
| 1        | NinetyNine   | 7.     | 12.051  | 9.    | 2.707   | 7.           | 3.676        | 7.     | 18.434  |
| 2        | Leona        | 9.     | 10.708  | 8.    | 2.969   | 8.           | 2.883        | 9.     | 16.560  |
| 3        | Isaak        | 2.     | 64.726  | 2.    | 21.925  | 1.           | 23.465       | 1.     | 110.116 |
| 4        | Galant       | 5.     | 27.175  | 5.    | 12.989  | 4.           | 12.203       | 5.     | 52.367  |
| 5        | Floryan      | 8.     | 11.637  | 7.    | 3.499   | 9.           | 2.257        | 8.     | 17.393  |
| 6        | Bodine Monet | 6.     | 26.818  | 6.    | 10.905  | 6.           | 10.433       | 6.     | 48.156  |
| 7        | Ryk          | 3.     | 46.488  | 1.    | 32.957  | 2.           | 17.965       | 3.     | 97.410  |
| 8        | Marie Reim   | 4.     | 40.162  | 4.    | 13.584  | 5.           | 11.772       | 4.     | 65.518  |
| 9        | Max Mutzke   | 1.     | 72.473  | 3.    | 18.443  | 3.           | 16.156       | 2.     | 107.072 |

### Juryergebnis im Detail
(Quelle: )
| Platz | Startnr. | Lied              | AT | CH | ES | GB | HR | IS | LT | SE | Gesamt | Punkte |
| ----- | -------- | ----------------- | -- | -- | -- | -- | -- | -- | -- | -- | ------ | ------ |
| 1.    | 3        | Always on the Run | 12 | 10 | 8  | 12 | 6  | 8  | 8  | 10 | 74     | 12     |
| 2.    | 9        | Forever Strong    | 10 | 5  | 4  | 8  | 8  | 3  | 12 | 5  | 55     | 10     |
| 3.    | 6        | Tears Like Rain   | 8  | 6  | 3  | 4  | 12 | 10 | 6  | 6  | 55     | 8      |
| 4.    | 4        | Katze             | 3  | 2  | 10 | 2  | 5  | 12 | 10 | 8  | 52     | 6      |
| 5.    | 7        | Oh Boy            | 6  | 12 | 2  | 6  | 4  | 5  | 4  | 12 | 51     | 5      |
| 6.    | 8        | Naiv              | 5  | 8  | 12 | 5  | 2  | 2  | 2  | 4  | 40     | 4      |
| 7.    | 1        | Love on a Budget  | 2  | 3  | 5  | 10 | 3  | 6  | 5  | 3  | 37     | 3      |
| 8.    | 2        | Undream You       | 4  | 4  | 6  | 3  | 10 | 4  | 3  | 2  | 36     | 2      |
| 8.    | 5        | Scars             | 1  | 1  | 1  | 1  | 1  | 1  | 1  | 1  | 8      | 1      |

| Land                   | Jurymitglieder      | Jurymitglieder      | Jurymitglieder      | Jurymitglieder        | Jurymitglieder      | Punktesprecher    |
| ---------------------- | ------------------- | ------------------- | ------------------- | --------------------- | ------------------- | ----------------- |
| Schweiz                | Lisa Oribasi        | Rico Fischer        | Chiara Dubey        | Michael von der Heide | Georg Schlunegger   | Luca Hänni        |
| Kroatien               | Branimir Mihaljević | Bojan Jambrosic     | Denis Dumančić      | Monika Lelas Habanek  | Mia Dimšić          | Anja Cerar        |
| Spanien                | Marta Sánchez Gómez | Aaron Sáez Escolano | Sergio Sastre Sainz | Tony Sanchez Ohlsson  | Sophia Martin       | Álvaro Soler      |
| Litauen                | Ieva Narkutė        | Deivydas Zvonkus    | Darius Užkuraitis   | Lauras Luciunas       | Vytautas Lukocius   | Ieva Narkutė      |
| Vereinigtes Königreich | Mark De Lisser      | Pete Watson         | George Ure          | Rokhsan Heydari       | Adam Hunter         | Katrina Leskanich |
| Island                 | Einar Bardarson     | Helga Möller        | Kristján Gíslason   | Kjartan Gudbergsson   | Regina Oskarsdottir | Runar Freyr       |
| Österreich             | Gabriela Horn       | Sasha Saedi         | Peter Pansky        | Bettina Ruprechter    | Christian Deix      | Cesár Sampson     |
| Schweden               | Henrik Johnsson     | Maria Marcus        | Filip Adamo         | Rennie Mirro          | Lina Hedlund        | Lina Hedlund      |

## Quoten
Das deutsche Finale 2024 konnte mit 2,19 Millionen Zuschauern eine höhere Reichweite als Unser Lied für Liverpool erzielen. Die Show hatte jedoch einen deutlichen Rückgang in der jüngeren Zielgruppe zu verzeichnen.
| Sendung                  | Zuschauer | Zuschauer       | Marktanteil | Marktanteil     |
| Sendung                  | Gesamt    | 14 bis 49 Jahre | Gesamt      | 14 bis 49 Jahre |
| ------------------------ | --------- | --------------- | ----------- | --------------- |
| Das deutsche Finale 2024 | 2,19 Mio. | 0,46 Mio.       | 14,7 %      | 12,8 %          |